# Беннингтон-колледж
Бенингтон-колледж, Беннингтонский колледж (англ. Bennington College) — частный колледж свободных искусств, расположенный в пригороде города Беннингтон (штат Вермонт, США). Основан в 1932 году как женский колледж, с 1969 года ведется совместное обучение.
В рейтинге U.S. News & World Report 2022 года занимает 79 место среди гуманитарных колледжей США.

## История
Планирование создания женского колледжа свободных искусств в Беннингтоне началось ещё в 1923 году. В 1924 году состоялось собрание по определению и разработке концепции и программы будущего колледжа. В работе собрания приняло участие около 500 общественных деятелей и педагогов со всей страны. В 1928 году был сформирован исполнительный комитет и выбран первый президент будущего колледжа (Роберт Девор Ли).
Колледж был построен на земле, подаренной Фредерик Б. Дженнигс.
В 1932 году колледж был открыт, первыми его обучающимися стали 87 женщин. С 1969 года в колледже стали обучаться и мужчины.
Беннигтонский колледж был первым, кто включил изобразительное искусство и театр в либеральное образование.
С 1946 года на базе колледжа проходит конференция камерной музыки, а также летняя школа самодеятельных музыкантов.
При колледже существует Городской симфонический оркестр (Sage City Symphony), основанный в 1973 году Луисом Калабро. Оркестр исполняет сложную программу традиционного репертуара, в репертуаре оркестра каждый год — новая работа.
В настоящее время колледж — частное либеральное учебное заведение, с преподаванием общих знаний и развитием общих интеллектуальных способностей. По своему типу относится к бакалаврским колледжам. Аккредитован в Ассоциации Школ и Колледжей Новой Англии (NEASC).

## Обучение
Соотношение студентов к преподавательскому составу является 8:1 со средним размером класса 13 человек.

### Поступление
63 % заявителей были зачислены в колледж в прошлом году.
Тестирование, SAT и ACT, является необязательным.

### Финансовая помощь
90 % учащихся получают какую-либо финансовую помощь. Финансовая помощь может состоять из Беннингтон гранта, стипендии колледжа и определения на работу на кампусе. Финансирование присуждается на основе рассмотрения денежных возможностей и потребностей студента при поступлении. Беннингтон колледж же не требует выплаты предоставленной стипендии.

### Магистратура
Степень магистра предоставляется в областях:
- Изобразительное искусство (письмо). The Atlantic журнал недавно назвал программу одной из лучших в стране.
- Преподавание второго языка
- Пост-бакалавриат программа для подготовки к медицинской школе

### Field Work Term
Каждый год, начиная с основания колледжа, студенты в течение 7 недель (начиная в начале января и заканчивая в конце февраля) занимаются стажировкой и волонтерством. Цель этой программы, которая на данный момент называется Field Work Term (дословно Срок Работы на Месте), была описана первым президентом колледжа Робертом Ли как «перерыв в течение долгой зимы, который дает студентам и преподавателям возможность путешествовать и работать в интересующей их области». В течение практики, студенты получают стажировку, которая дополняет их учебный план и развитие интересов. К концу обучения в колледже, студенты получают опыт работы, готовое резюме, список рекомендаций и профессиональные связи.
Беннингтонский колледж имеет специальный офис по Развитию Карьеры, который помогает студентам с каждым шагом процесса поиска работы и трудоустройства. В дополнение к имеющимся спискам возможных вакансий, офис также предлагает руководство по написанию резюме и сопроводительных писем, предоставляет семинары по стажировке и поиску подходящей для развития карьеры стажировки.